# 1333 Cevenola
1333 Cevenola (1934 DA) là một tiểu hành tinh vành đai chính được phát hiện ngày 20 tháng 2 năm 1934 bởi Bancilhon, O. ở Algiers.